# Kanton Sommières
Kanton Sommières (francouzsky Canton de Sommières) je francouzský kanton v departementu Gard v regionu Languedoc-Roussillon. Tvoří ho 18 obcí.

## Obce kantonu
- Aspères
- Aubais
- Aujargues
- Aigues-Vives
- Boissières
- Calvisson
- Congénies
- Fontanès
- Junas
- Langlade
- Lecques
- Nages-et-Solorgues
- Saint-Clément
- Saint-Dionizy
- Salinelles
- Sommières
- Souvignargues
- Villevieille